# ЗЛМ Тур 2025
36-й выпуск ЗЛМ Тур — шоссейной многодневной велогонки по дорогам юга Нидерландов. Гонка пройдёт с 11 по 15 июня 2025 года в рамках Европейского тура UCI 2025.

## Участники
| UCI WorldTeams (2)- Red Bull-BORA-hansgrohe - Team Picnic-PostNL UCI ProTeam- Wagner Bazin WB UCI Continental Team- ATT Investments |
| |

## Маршрут
11 июня вечером в Капелле стартует 13-километровая индивидуальная гонка на время, которая доставит гонщиков обратно в Капелле через Вемельдинге. Днем позже в программе этап Хайнкензанд-Хайнкензанд, в рамках которого гонщики проедут ряд крупных трасс по Зёйд-Бевеланд.
| Этап | Дата   | Маршрут                     | type                    | Длина (км) | Победитель | Лидер генеральной классификации |
| ---- | ------ | --------------------------- | ----------------------- | ---------- | ---------- | ------------------------------- |
| 1    | 11 июн | Капелле – Капелле           | индивидуальная разделка | 13         |            |                                 |
| 2    | 12 июн | Heinkenszand – Heinkenszand | равнинный               |            |            |                                 |

## Лидеры классификаций
| Этап |                         |
| ---- | ----------------------- |
| 1    | индивидуальная разделка |
| 2    | равнинный               |
| Итог |                         |

## Итоговое положение
| \| Генеральная классификация \| Генеральная классификация \| Генеральная классификация \| Генеральная классификация \| Генеральная классификация \| \| Гонщик \| Гонщик \| Команда \| Время \| \| \| ------------------------- \| ------------------------- \| ------------------------- \| ------------------------- \| ------------------------- \| |        |         |       |
| |        |         |       |
| Источник: ProCyclingStats |        |         |       |
| Генеральная классификация |        |         |       |
| Гонщик | Гонщик | Команда | Время |

| Очковая классификация | Очковая классификация | Очковая классификация | Очковая классификация | Очковая классификация |
| Гонщик                | Гонщик                | Команда               | Очки                  |                       |
| --------------------- | --------------------- | --------------------- | --------------------- | --------------------- |

| Очковая классификация | Очковая классификация | Очковая классификация | Очковая классификация | Очковая классификация |
| Гонщик                | Гонщик                | Команда               | Очки                  |                       |
| --------------------- | --------------------- | --------------------- | --------------------- | --------------------- |

| Молодёжная классификация | Молодёжная классификация | Молодёжная классификация | Молодёжная классификация | Молодёжная классификация |
| Гонщик                   | Гонщик                   | Команда                  | Время                    |                          |
| ------------------------ | ------------------------ | ------------------------ | ------------------------ | ------------------------ |

| Молодёжная классификация | Молодёжная классификация | Молодёжная классификация | Молодёжная классификация | Молодёжная классификация |
| Гонщик                   | Гонщик                   | Команда                  | Время                    |                          |
| ------------------------ | ------------------------ | ------------------------ | ------------------------ | ------------------------ |

| Командная классификация по времени | Командная классификация по времени | Командная классификация по времени | Командная классификация по времени |
| Команда                            | Команда                            | Время                              |                                    |
| ---------------------------------- | ---------------------------------- | ---------------------------------- | ---------------------------------- |